# Wojciech Gąssowski
Wojciech Antoni Gąssowski (ur. 20 czerwca 1943 w Warszawie) – polski piosenkarz, gitarzysta i kompozytor.

## Życiorys
Współpracował z zespołami: Czerwono-Czarni, Chochoły, Tajfuny, Polanie, Grupa ABC i Test. Wylansował przeboje: „Zielone wzgórza nad Soliną” (z zespołem Tajfuny w latach 60.), „Przygoda bez miłości” (z zespołem Test w latach 70.) i „Gdzie się podziały tamte prywatki”. Nagrał dwie piosenki do serialu telewizyjnego Wojna domowa: „Tylko wróć” (w duecie z Romanem Hoszowskim) oraz „Piosenkę o wadach i zaletach” (z Kazimierzem Rudzkim). Wykonał tytułowy utwór do serialu M jak miłość.
Wystąpił w epizodycznych rolach w filmach: Dwa żebra Adama Janusza Morgensterna, Molo Wojciecha Solarza i Piłkarski poker Janusza Zaorskiego.
W 1985 z tancerką Małgorzatą Potocką i grupą baletową Sabat był jednym z zakładników porwanego przez palestyńskich terrorystów statku MS „Achille Lauro”.
W 2005 został odznaczony Brązowym Medalem „Zasłużony Kulturze – Gloria Artis”.
17 listopada 2010 wydał album pt. I Wish You Love, na którym umieścił swoje interpretacje przebojów z lat 30., 40. i 50., z repertuaru artystów, takich jak Frank Sinatra, Nat King Cole, Dean Martin czy Ella Fitzgerald.
W czerwcu 2020 premierę miał teledysk do piosenki „Gdzie się podziały tamte piosenki”, którą Młynarski nagrał dla Radia Pogoda do melodii „Gdzie się podziały tamte prywatki” z tekstem Ryszarda Poznakowskiego.

### Życie prywatne
W latach 60. nawiązał romans z aktorką Kaliną Jędrusik. W latach 80. był związany z tancerką Małgorzatą Potocką.

## Dyskografia
Albumy
| Tytuł                             | Dane dot. albumu                                           | Certyfikat         |
| --------------------------------- | ---------------------------------------------------------- | ------------------ |
| Love Me Tender                    | - Data: 1981 - Wydawca: Wifon                              |                    |
| Party                             | - Data: 1988 - Wydawca: Polskie Nagrania Muza              |                    |
| Gdzie się podziały tamte prywatki | - Data: 1989 - Wydawca: Polskie Nagrania Muza              |                    |
| Co przed nami                     | - Data: 30 października 2000 - Wydawca: Pomaton EMI        |                    |
| Gąssowski świątecznie             | - Data: 26 grudnia 2007 - Wydawca: Agencja Artystyczna MTJ |                    |
| I Wish You Love                   | - Data: 17 listopada 2010 - Wydawca: Agora S.A.            | - POL: złota płyta |

Kompilacje różnych wykonawców
| Tytuł        | Rok  | Utwór                   | Źródło |
| ------------ | ---- | ----------------------- | ------ |
| Albo Inaczej | 2015 | „Normalnie o tej porze” | [ 12 ] |